# Cruus af Harfvila
Cruus af Harfvila, adlig släkt, tillhörde den ursprungliga riddarklassen, introducerad 1625 på Riddarhuset i Sverige, introducerad i högre värdighet 1652 som Cruus af Gudhem. Harvila är en herrgård i Tavastland i Finland, ett gods som tillföll ätten genom stammodern Anna Björnsdotter.

## Kända medlemmar
- Matts Larsson (Kruse), lagman över Norra Finland, gift med Anna Björnsdotter (Lepasätten)
  - Jesper Matsson Krus (1577–1622)
    - Johan Jespersson Kruus (1617–1644)
    - Lars Jespersson Kruus (1621–1656)

  - Axel Mattsson Cruus af Harvila (1584–1630)
  - Brita Mattsdotter Cruus af Harvila (död 1618)